# 吴光裕
吴光裕（1941年11月1日—），二级大检察官，上海青浦人。毕业于上海师范大学物理系。曾是中学高级教师，擅长物理教学。曾任杨浦区区长、中共南市区委书记、南市区人民代表大会常委会主任、上海市人民检察院检察长。另曾任第九至十二届上海市人民代表大会代表。

## 早年
1941年11月出生。后来就读上海师范大学物理系，1963年毕业参加工作，任中学物理教师。1980年加入中国共产党。

## 生平

### 区职务
1984年3月任上海市杨浦区副区长，1985年6月任区委副书记，1987年5月任区长，1988年4月起任上海市人民代表大会代表（选区杨浦区）。1992年10月转任南市区委副书记，12月不再任杨浦区区长，1993年1月任南市区委书记，4月任区人民代表大会常委会主任，并续任上海市代表（选区南市区），1995年4月不再任区委书记，6月不再任区人民代表大会常委会主任。

### 检察职务
1995年4月，为了适应改革开放和经济建设的形式，原上海市人民检察院分院被撤销并被扩充改组为第一分院、第二分院两院。吴光裕被从南市区委调任出任第二分院首任检察长，1996年6月不再担任，同年出任市检察院党组副书记、副检察长。
1998年2月，续任上海市代表（选区杨浦区），并在新一届（第十一届）市代表一次会议上当选上海市人民检察院检察长，并任党组书记。2003年4月续任上海市代表（选区静安区），2008年2月不再担任上海市人民代表大会代表和上海市人民检察院检察长。
2008年－2013年，任上海市法学会会长。